# Dipartimento di Mederdra
Il dipartimento di Mederdra è un dipartimento (moughataa) della regione di Trarza in Mauritania con capoluogo Mederdra.
Il dipartimento comprende 5 comuni:
- Mederdra
- Bei Taouress
- Taguilalet
- El Khat
- Tiguent El Jedid